# Aurora (film, 2006)
Pour plus de détails, voir Fiche technique et Distribution.
Aurora  en ukrainien : Авро́ра est un film ukrainien réalisé par Oksana Baïrak, sorti en 2006.

## Présentation
C'est un film qui représentait l'Ukraine à l'Oscar du meilleur film en langue étrangère pour l'année 2006.

## Équipe technique
Le film est sorti en anglais, russe et ukrainien. La musique est de Valéry Tichler.

## Distribution
- Anastassia Ziourkalova est Aurora.
- Dmitri Kharatian est Nick Astakhov.
- Eric Roberts est monsieur Brown.
- Anastassiïa Meskova est Margo ;
- Rymma Zioubina est Anastasia Savchenko ;
- Anastassiïa Bounina est Natalya.